# Breath of Bless
『Breath of Bless』（ブレス・オブ・ブレス）は、ASKAの10枚目のオリジナル・アルバムであり、本作の15曲目の楽曲でもある。2020年3月6日に先行配信、同年3月20日に12cmCDで発売。発売元はDADAレーベル。

## 背景
オリジナル・アルバムとしては、『Black&White』から2年5か月ぶりとなる作品。本作は、2019年11月に10年ぶりのCDシングルとして発売された「歌になりたい/Breath of Bless〜すべてのアスリートたちへ」を先行シングルとして、収録曲は既存のシングル＆デジタルシングル曲とあわせ新録曲全15曲となった。
タイトルに関しては、ASKAが元々インスト好きであり、「Breath of Bless〜すべてのアスリートたちへ」はASKAにとって久々のインスト曲で、大作となったためにシングルだけで終わらすことは駄目だという気持ちが強かったためにこのタイトルになっている。

## リリース・音楽性
本作は、通常の発売である2020年3月20日の2週間前である3月6日にiTunes Storeやレコチョク、moraなど配信サイトで先行配信を行なっている。先行配信の6日及び通常の発売日の20日は水曜日ではなく、金曜日となっている。
2018年3月から同年8月まで行った毎月配信リリースした楽曲はシングルのつもりで発売しており、これらが本作の軸になっている。配信された6曲を基に10数曲のアルバムを作ることを考え、アルバムに足らない楽曲を制作した。
半年リリースした時点で1年間リリースをしようと考えていたが、1年間だと12曲になり、アルバムがベスト・アルバムになってしまうため、残りはアルバムで楽しんでもらうために半年で終了している。
ジャケットにはASKAの横に望遠鏡があるが、撮影する際になにか足らないと感じ、偶然にスタジオにあった望遠鏡を借りただけである。そのため、ASKA曰く望遠鏡に特に意味はないという。

## プロモーション
2020年3月13日から同年3月25日までタワーレコード 渋谷店8階SpaceHACHIKAIにて本作の発売に合わせて自身のポップアップショップ『Breath Of Bless ASKA MUSEUM』が開催される。会場では貴重なギターや曲作り用の資料やライブ写真などの展示、スクリーンで「歌になりたい」のミュージック・ビデオの放映、本作のハイレゾ試聴などが行われる。また物販コーナーには昨年行われたライブツアー『billboard classics ASKA premium ensemble concert -higher ground-』のグッズやタワーレコードとのコラボグッズが取り揃えられる。
同年3月17日から3月23日の一定の時間において、日本全てにあるローソンにて本作の楽曲が店内放送される。

## 批評
制作手応えについてASKAは、過去アルバムを作る度に「これは最高傑作です」と言い続けてきたが、その中でも最も良く仕上がったアルバム『NEVER END』（1995年発売）を本作は超えていると評価している。
豪華なアルバムを作りたいために有名なアレンジャーを起用しても良いアルバムが完成する訳では無いとASKAは批評し、本作の制作に携わった澤近泰輔、鈴川真樹、藤山祥太などの協力を得て完成したという。

## 収録曲
| 全作詞・作曲: ASKA。 |                                               |           |            |                |      |
| #                    | タイトル                                      | 作詞      | 作曲・編曲 | 編曲           | 時間 |
| 1.                   | 「憲兵も王様も居ない城」                      | ASKA      | ASKA       | ASKA           | 5:12 |
| 2.                   | 「修羅を行く」                                | ASKA      | ASKA       | ASKA           | 5:34 |
| 3.                   | 「どうしたの？」                              | ASKA      | ASKA       | ASKA           | 4:38 |
| 4.                   | 「未来の人よ」                                | ASKA      | ASKA       | ASKA、澤近泰輔 | 5:21 |
| 5.                   | 「忘れ物はあったかい」                        | ASKA      | ASKA       | ASKA           | 5:39 |
| 6.                   | 「百花繚乱」                                  | ASKA      | ASKA       | ASKA           | 4:30 |
| 7.                   | 「イイ天気」                                  | ASKA      | ASKA       | ASKA           | 4:54 |
| 8.                   | 「虹の花」                                    | ASKA      | ASKA       | ASKA           | 5:00 |
| 9.                   | 「じゃんがじゃんがりん」                      | ASKA      | ASKA       | ASKA           | 4:41 |
| 10.                  | 「歌になりたい」                              | ASKA      | ASKA       | ASKA           | 6:07 |
| 11.                  | 「消えても忘れられても」                      | ASKA      | ASKA       | ASKA           | 4:30 |
| 12.                  | 「青い海になる」                              | ASKA      | ASKA       | ASKA           | 4:55 |
| 13.                  | 「星は何でも知っている」                      | ASKA      | ASKA       | ASKA           | 3:16 |
| 14.                  | 「We Love Music」                             | ASKA      | ASKA       | ASKA           | 5:41 |
| 15.                  | 「Breath of Bless〜すべてのアスリートたちへ」 | ASKA      | ASKA       | 矢賀部竜成     | 5:49 |
| 合計時間:            | 合計時間:                                     | 合計時間: | 75:47      |                |      |

## 楽曲解説
- 既発曲の内容に関しては、各収録作品のページを参照のこと。

1. 憲兵も王様も居ない城
配信シングル。
2. 修羅を行く
配信シングル。
3. どうしたの？
2人の愛を素直に書いた純粋なラブソング。ASKAは年齢的に20・30代ならラブソングを書けても、40・50代だと内容が回帰になってしまうために書いていなかったが、60代になり普通に書けるようになったという。メロディや響きに関してはニューヨークっぽさを出している[15]。
4. 未来の人よ
配信シングル。
5. 忘れ物はあったかい
元は提供するために作られた楽曲で頓挫してしまったが、ASKA自身も歌いたい楽曲であったこともあり収録された[1]。ASKA曰く1987年っぽい曲であり、なおコーラスパートには"淡いブルーのガラスのパラダイス"という部分が存在している[8][15]。
6. 百花繚乱
普段は循環コードを用いた曲作りをしないが、今回は用いて作った曲であり、Aメロのコードとサビのコード進行は同じである。テレビドラマや映画で、いきなりスーツ着た男が花束持ってビルの角に立って手を広げて身を投げる絵を思い浮かべながら詞を書いたという。ASKAは「百花繚乱」を以前まで知らなく、友人との会話で知り「百花繚乱」という言葉をメモしたことが役に立ったという[16]。
7. イイ天気
配信シングル。
8. 虹の花
配信シングル。
9. じゃんがじゃんがりん
テーマは身近な世の中を歌っており、サビの歌詞はタイトルを繰り返している。繰り返すことに関してASKAは「これは歌詞じゃなくて、声という楽器を鳴らした」と評価している[16]。
10. 歌になりたい
12枚目シングル『歌になりたい/Breath of Bless 〜すべてのアスリートたちへ』収録曲。
11. 消えても忘れられても
仮タイトルは「大バラード」。1970年代のメロディを追求した楽曲で、間奏のエンディングには、ASKAの声が12トラック多重されている。ASKAは「ゴスペル風に聴こえる」とコメントしている[17]。
12. 青い海になる
本作の中で最もダークな楽曲。コード進行から作り。そこからリズムを組んでいる。ベースを和音で鳴らすフレーズを入れたイントロを作りたいと思い制作された楽曲になっている[16]。
13. 星は何でも知っている
配信シングル。
14. We Love Music
フレディ・マーキュリーっぽくなった楽曲で、”ドンドンカーン“の部分はクイーンの「ウィ・ウィル・ロック・ユー」と思ってもらっても結構とASKAはコメントしている[16]。後になってから、この楽曲は先行配信をすればライブで更に盛り上がったと思ったという[16]。
15. Breath of Bless〜すべてのアスリートたちへ
12枚目シングル『歌になりたい/Breath of Bless 〜すべてのアスリートたちへ』収録曲。

## クレジット

### 制作関係者
- Mastering Engineer：粟飯原友美（Winns Mastering）
- Artist Management : 山越美津香（Burnish Stone）、吉野太郎（Burnish Stone）
- Photographer：岡田貴之
- Designer：新家敏之（neuhaus）
- Director：西澤祐介
- Stylist : 東野邦子（NEUTRAL）
- Hair&Make : 咲川倫子
- Special Thanks：わかりあっている仲間たち

### 参加ミュージシャン
| 憲兵も王様も居ない城 - Piano：澤近泰輔 - Drums：村石雅行 - Bass：荻原基文 - Guitar：鈴川真樹 - Programming：鈴川真樹、藤山祥太 - Mixing Engineer：三浦健介 修羅を行く - Guitar：鈴川真樹 - Programming：鈴川真樹、藤山祥太 - Mixing Engineer：三浦健介 どうしたの？ - Piano：旭純 - Drums：江口信夫 - Bass：荻原基文 - Guitar：鈴川真樹 - Programming：鈴川真樹、藤山祥太 - Mixing Engineer : 石塚良一 未来の人よ - Piano：澤近泰輔 - Drums：菅沼孝三 - Bass：荻原基文 - Guitar：鈴川真樹 - Trumpet&Trombone：YOKAN - Programming：鈴川真樹、藤山祥太 - Mixing Engineer：三浦健介 忘れ物はあったかい - Piano：旭純 - Drums：江口信夫 - Bass：荻原基文 - Guitar：鈴川真樹 - Programming：鈴川真樹、藤山祥太 - Mixing Engineer：石塚良一 百花繚乱 - Guitar：鈴川真樹 - Violin：クラッシャー木村 - Programming：鈴川真樹、藤山祥太 - Mixing Engineer : 石塚良一 イイ天気 - Guitar：鈴川真樹 - Programming：鈴川真樹、藤山祥太 - Mixing Engineer：三浦健介 虹の花 - Guitar：鈴川真樹 - Programming：鈴川真樹、藤山祥太 - Mixing Engineer：石塚良一 | じゃんがじゃんがりん - Piano：澤近泰輔 - Drums：菅沼孝三 - Bass：荻原基文 - Guitar：鈴川真樹 - Programming：鈴川真樹、藤山祥太 - Mixing Engineer : 石塚良一 歌になりたい - Piano：旭純 - Drums：江口信夫 - Bass：荻原基文 - Guitar：鈴川真樹 - Chorus：藤田まゆみ、SHUUBI - Programming：鈴川真樹、藤山祥太 - Mixing Engineer : 石塚良一 消えても忘れられても - Piano：澤近泰輔 - Drums：菅沼孝三 - Bass：荻原基文 - Guitar：鈴川真樹、村上啓介 - Programming：鈴川真樹、藤山祥太 - Mixing Engineer : 石塚良一 青い海になる - Guitar：鈴川真樹 - Programming：鈴川真樹、藤山祥太 - Mixing Engineer : 石塚良一 星は何でも知っている - Piano：澤近泰輔 - Guitar：鈴川真樹 - Programming：鈴川真樹、藤山祥太 - Mixing Engineer：三浦健介 We Love Music - Piano：澤近泰輔 - Drums：菅沼孝三 - Bass：荻原基文 - Guitar：鈴川真樹、村上啓介 - Programming：鈴川真樹、藤山祥太 - Mixing Engineer : 石塚良一 Breath of Bless～すべてのアスリートたちへ - Mixing Engineer : 石塚良一 |